# 244. pehotni polk (Italija)
244. pehotni polk Cosenza je bil pehotni polk (Kraljeve) Italijanske kopenske vojske.

## Zgodovina
Med prvo svetovno vojno je bil polk nastanjen na soški fronti.